# Levi Strauss & Co.
Levi Strauss & Co. és una empresa productora de peces de vestir. Va ser fundada l'any 1853 a Sacramento (Califòrnia, Estats Units). El 2008 va tancar la seva última fàbrica als EUA per traslladar-se als països del Tercer Món, a on la mà d'obra és més barata. La seva història està lligada a la del seu fundador, l'immigrant  alemany d'origen jueu Levi Strauss.